# 早安英國
早安英國 （Good Morning Britain，GMB）或英國早晨， 是英國獨立電視台播出的一個晨間電視節目，播出時間是禮拜一至五的早上6:00點至9:00。早安英國自2014年4月28日開始播出，以接替低收視率的《拂曉》。雖然自播出以來收視率起起伏伏，在皮爾斯·摩根於2015年加入主持之後早安英國的收視率明顯上升（但摩根在2021年3月後離開節目）。

## 外部連結
- itv.com上《Good Morning Britain 》的資料